# Simulium uncum
Simulium uncum är en tvåvingeart som beskrevs av Zhang och Chen 2001. Simulium uncum ingår i släktet Simulium och familjen knott.
Artens utbredningsområde är Guizhou (Kina). Inga underarter finns listade i Catalogue of Life.